# Michelle Gisin
Michelle Gisin, född den 5 december 1993 i Samedan, Schweiz, är en alpin skidåkare. Hon vann silver vid VM 2017 i Sankt Moritz i alpin kombination. Hon är yngre syster till de alpina skidåkarna Marc Gisin och Dominique Gisin.